# Аракчеев, Николай Григорьевич
Никола́й Григо́рьевич Аракче́ев (1 декабря 1921, Петроград — неизвестно) — советский игрок в футбол, хоккей с шайбой.
В 1940 году в группе «Б» первенства СССР по футболу провёл два матча за команду «Красная заря» Ленинград.
Участник Великой Отечественной войны. Награждён медалями «За отвагу» (17 декабря 1941), «За победу над Германией в Великой Отечественной войне 1941—1945 гг.» (31 августа 1945), орденом Отечественной войны II степени (6 ноября 1985).
На позиции вратаря играл за ленинградский армейский клуб в первом чемпионате СССР по хоккею с шайбой 1946/47 и во второй группе первенства 1948/49.
Старший тренер ФК «Ильмень» Новгород (1960).